# Панче Поповски
Панче Поповски (Гостивар, 1924 — Татар Елевци, код Дебра, крајем јула 1944), учесник Народноослободилачке борбе и народни херој Југославије.

## Биографија
Рођен је 1924. године у Гостивару, у сиромашној породици. Основну школу завршио је у Гостивару, два разреда гимназије у Скопљу, а трећи разред у Нишу. У Нишу се укључио у револуционарни омладински покрет. Кад се вратио у Гостивар, наставио је да ради у револуционарном покрету.
Окупација земље затекла га је у Гостивару, као члана СКОЈ-а. У његовој кући одржавали су се састанци комуниста. Почетком 1942. године примљен је у чланство Комунистичке партије Југославије. Исте године постао је члан Месног комитета КПЈ у Гостивару. Често је обилазио села да би придобио омладинце за НОБ и организовао њихов одлазак у партизанске одреде.
Августа 1943. године прешао је у партизанске јединице и постао борац Прве македонско-косовске бригаде. Истакао се у борбама за одбрану слободне територије у Дебарци крајем 1943. године. Био је упућен као делегат на Први конгрес Антифашистичке омладине Македоније, одржан у селу Фуштани 22. децембра 1943. године. На конгресу је говорио о борби и скором ослобођењу. Изабран је за члана Главном одбора НОМСМ.
У рано пролеће 1944. године са Првом македонско-косовском пролетерском бригадом вратио се у Дебарцу. Приликом формирања Прве македонске бригаде, 8. јула 1944. године у селу Локов код Струге, постављен је за заменика политичког комесара батаљона. Крајем истог месеца, у огорченим борбама за ослобођење Дебра, погинуо је од непријатељске гранате код села Татар Елевци.
Указом председника Федеративне Народне Републике Југославије Јосипа Броза Тита, 9. октобра 1953. године, проглашен је за народног хероја.